# Bradypodion taeniabronchum
Bradypodion taeniabronchum (еландсберзький карликовий хамелеон) — вид ігуаноподібних ящірок родини хамелеонових (Chamaeleonidae). Ендемік Південно-Африканської Республіки.

## Поширення й екологія
Еландсберзькі карликові хамелеони мешкають в Еландсберг і Каріду в Капських горах. Вони живуть у заростях гірського фінбошу та у водно-болотних угіддях поблизу мису Святого Франциска.